# Miron Bilski
Miron Bilski (Nijmegen, 25 juni 1973) is een reclame regisseur en freelance regisseur van commercials en acteur.
Bilski studeerde aan de Staatshogeschool voor Film, Televisie en Theater Łódź. Zijn korte film Znaczki (Stamps) uit 1999 werd op meer dan 40 festivals vertoond. Zijn eindexamenfilm Dyplom uit 2002 werd vertoond tijdens het filmfestival in Gdynia en won een prijs op Festival du Court Métrage in Clermont-Ferrand. Hij regisseerde en schreef ook de korte film Toilet Out Of Order, die werd vertoond tijdens het Nederlands Film Festival. Hij acteerde onder andere in de films De verbouwing en Soof en de televisieserie De Winkel.
Bilski regisseert tevens reclamefilms. Hij werkt wereldwijd als freelance regisseur en heeft meer dan 350 reclamefilms geregisseerd.  Hiervoor ontving hij in Oekraïne een Gouden en een Zilveren Effie. Naast zijn werk als reclame regisseur is Bilski producent van reclamefilms, documentaires en videoproducties.